# Парагвай на зимових Олімпійських іграх 2014
Парагвай на зимових Олімпійських іграх 2014 року у Сочі буде представлений 1 спортсменом в 1 виді спорту.